# Vådholmsfjärden
Vådholmsfjärden är en fjärd i Finland. Den ligger i landskapet Nyland, i den södra delen av landet, 80 km öster om huvudstaden Helsingfors.